# Steve Potts (Saxophonist)

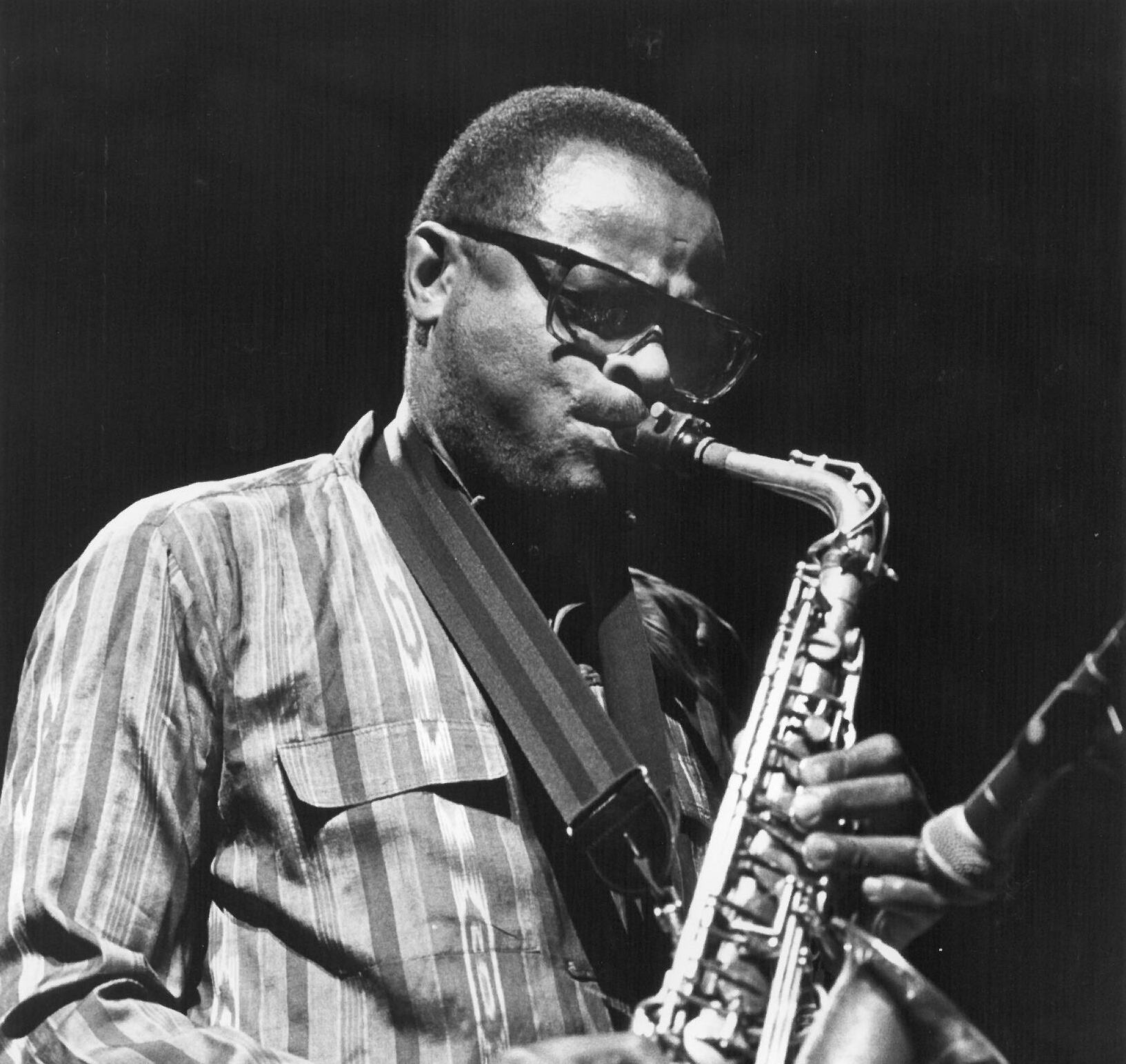
Steve Potts im Jahr 1990

Steve Potts (* 21. Januar 1943 in Columbus, Ohio) ist ein amerikanischer Jazz-Saxophonist.

## Leben und Wirken
Potts studierte Architektur in Los Angeles und daneben Musik bei Charles Lloyd. Später ging er nach New York, wo er Schüler von Eric Dolphy wurde und mit Musikern wie Roy Ayers, Richard Davis, Joe Henderson, Reggie Workman und Chico Hamilton auftrat.
1970 zog Potts nach Paris. Dort trat er mit Brigitte Fontaine, Dexter Gordon, Johnny Griffin, Slide Hampton, Mal Waldron, Ben Webster und Hal Singer auf und gründete 1973 eine Band mit Christian Escoudé, Boulou Ferré, Oliver Johnson und Gus Nemeth. In dieser Zeit traf er auch Steve Lacy, in dessen Gruppen er in den nächsten 20 Jahren regelmäßig arbeitete und international auftrat. 1975 entstand ein erster Soundtrack für den Film Le sujet ou Le secrétaire aux mille et un tiroirs von Joaquín Lledó ein erster Soundtrack mit einer erweiterten Fassung seiner Band, den er unter dem Titel Musique pour le film d’un ami auch als Album veröffentlichte.
1982 trat er als Begleiter von Jessye Norman auf. 1990 gründete er eine neue Band mit Richard Galliano, Jean-Jacques Avenel und Bertrand Renaudin, nach 2000 ein Quintett mit Michael Felberbaum, Michel Edelin, Stéphane Kerecki und Richard Portier. Daneben komponierte er auch mehrere Filmmusiken.

## Diskographische Hinweise
- Musique pour le film d'un ami (123/Soufle Continu 1975, mit Ambroise Jackson, Frank Abel, Christian Escoudé, Elios Ferré, Joss Baselli, Jean-Jacques Avenel, Gus Nemeth, Kenneth Tyler, Keno Speller)
- Cross Roads (1979)
- Jessye Norman Great Day in the Morning (1982)
- People (1986)
- Steve Lacy & Steve Potts Flim-Flam (hat ART 1991, rec. 1986)
- Peter Gritz: Thank You to Be (1994)
- Pearl (1990, mit Richard Galliano, Jean-Jacques Avenel, Bertrand Renaudin)
- Wet Spot (2000, mit Michael Felberbaum, Stéphane Persiani, Richard Portier)
- Potts, Lenoci, Magliocchi: Kid Steps (Setola Di Maiale 2010)
- Jobic Le Masson Trio + Steve Potts: Song (Enja, 2016)
- Ghiglioni - Potts -  Lenoci: No Baby (Dodicilune 2017)
- Steve Potts & Jobic Le Masson Live at Console (Joma 2022)

## Filmmusiken
- Le sujet ou Le secrétaire aux mille et un tiroirs, 1975
- La vraie histoire de Gérard Lechômeur (1982)
- Bengali Night, 1988 (Saxophonsolo)
- Das Leben und nichts anderes (1989, Nebenrolle als er selbst)
- Louise (take 2), 1998